# Honoré III (prince de Monaco)
Pour les articles homonymes, voir Honoré III.
Honoré III, né Honoré Camille Léonor Grimaldi de Goyon de Matignon le 10 novembre 1720 à Paris et mort le 21 mars 1795 dans la même ville, est prince souverain de Monaco et duc de Valentinois de 1733 à 1793.

## Biographie

### Famille et enfance

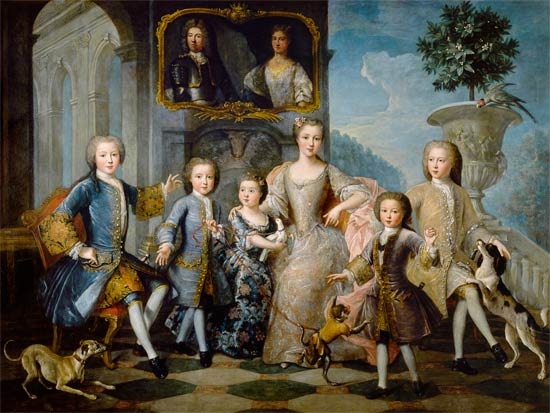
Le prince Honoré, (assis à gauche en bleu) avec ses frères : François (debout près de son frère), Charles (tout à droite, assis), son frère Charles-Maurice (jouant avec un singe) et leurs sœurs : Marie-Françoise (près de François) et Charlotte (à côté de cette dernière)

Le prince Honoré est le troisième enfant et deuxième fils de la princesse Louise de Monaco (1697-1731) et de Jacques Ier de Goyon, comte de Torigni puis prince de Monaco (1689-1751), prince souverain de Monaco sous le nom de Jacques Ier. Honoré devient prince héritier de Monaco en 1731, quand ses parents montent sur le trône. Il est élevé à Paris par la belle-fille de Louis XIV, la duchesse du Maine. Cultivé, le jeune prince est également fasciné par la religion, il sera ainsi surnommé Honoré le Pieux.

### Règne
Honoré accède au trône le 7 novembre 1733, à la suite de l'abdication de son père. Il est officiellement proclamé prince souverain de la principauté de Monaco le 10 novembre 1733 lors de son couronnement. Le nouveau prince réside dans son luxueux hôtel parisien ou parfois même au château de Versailles, laissant son oncle,
le chevalier de Grimaldi, exercer le gouvernement effectif de la Principauté jusqu'en 1784.

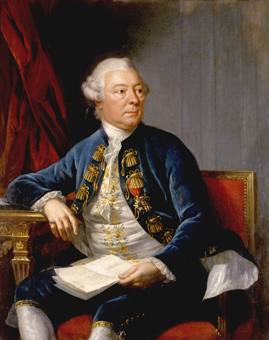
Honoré III en 1781, par Johann Melchior Wyrsch.

En 1739, il est colonel du régiment de Monaco et participe avec son régiment à la guerre de Succession d'Autriche avec lequel il est blessé à la bataille de Rocoux, en 1746, puis à la bataille de Lawfeld, l'année suivante. En février 1749, après le traité de paix d'Aix-la-Chapelle, le régiment est donné à Armand, vicomte de Belzunce et change de nom en prenant le nom de régiment de Belzunce.
En 1756, il promulgue un décret prévoyant que le trône monégasque reviendrait au roi de France si la dynastie des Grimaldi venait à s'éteindre[réf. nécessaire].
Après avoir entretenu en 1753 une relation avec la comédienne italienne Maria Anna Véronèse (1730-1782), marquise de Silly, il se marie le 5 juillet 1757, avec Marie-Catherine Brignole (1737-1813). Son épouse, dont il se sépare en 1770, est la fille de son ancienne maîtresse, la marquise Anna Balbi. Deux fils naissent de ce mariage :
- Honoré de Monaco (1758-1819), qui devient Honoré IV en 1814 ;
- Joseph de Monaco (1767-1816).

Français jusqu'au bout des ongles, très présent à la Cour de France, il gouverne de ce fait la principauté monégasque tel un souverain Bourbon.
En 1762, Honoré III met en place une marine pour la principauté, cependant cette marine est sous la coupe de la puissante marine française. Cette marine monégasque demandée par le roi Louis XV à Honoré III, doit permettre d'empêcher les navires britanniques de commercer avec les ports français.
Par actes passés les 26 mars 1788, 20 juillet 1793 et 7 mai 1795 devant Dupré, notaire à Paris, il reconnaît sa fille naturelle, Camille de La Vincelle (Versailles, paroisse Saint-Louis, 26 mars 1772 - Paris, 12e ardt ancien, 9 février 1806). Cette dernière épouse à Paris le 23 décembre 1795 Claude Madeleine Grivaud (1762-1819), historiographe, archéologue, numismate, auteur de plusieurs ouvrages sous le nom Grivaud de La Vincelle. De cette union, sont issus trois enfants.

### Révolution française
En 1789, la révolution française éclate. Honoré III refuse cependant de quitter Paris et reste auprès du roi Louis XVI. En 1791, il prête serment à la constitution française. En 1792, la monarchie française est abolie et le roi est emprisonné. Quant à Honoré III, il refuse de quitter la France pour Monaco et refuse également l'exil à l'étranger, il se réfugie alors à Blois. N'ayant pas émigré, il n'est pas dépossédé de ses biens en France.
En juillet 1793, il est emprisonné à la prison de la conciergerie à Paris tandis que la principauté de Monaco est abolie par les révolutionnaires et son territoire annexé à la France. Avec 59 ans, le règne d'Honoré III reste le plus long de l'histoire de Monaco.

### Procès et fin de vie
En janvier 1794, l'ex-prince Honoré Grimaldi est jugé par les révolutionnaires pour haute trahison et condamné à la prison à vie. Cependant, sa belle-fille, Marie Thérèse de Choiseul est guillotinée le 27 juillet de la même année. Il meurt lui-même un an plus tard dans son hôtel, d'une crise cardiaque. En 1814, son fils aîné est restauré comme prince souverain de Monaco sous le nom d'Honoré IV.

## Armoiries
| Blason | Blasonnement : Fuselé d'argent et de gueules. |

## Résidences
De sa famille paternelle, le prince Honoré III de Monaco reçoit, notamment les domaines de Torigny et Valmont, situés en Normandie. De sa famille maternelle, il hérite la principauté de Monaco et, à Paris, l'Hôtel de Matignon.
- Palais de Monaco
- Hôtel de Matignon
- Château de Torigny
- Château de Valmont